# Cottles Bridge
Cottles Bridge är en del av en befolkad plats i Australien. Den ligger i kommunen Nillumbik och delstaten Victoria, omkring 30 kilometer nordost om delstatshuvudstaden Melbourne. Antalet invånare är 626.
Runt Cottles Bridge är det ganska glesbefolkat, med 31 invånare per kvadratkilometer.. Närmaste större samhälle är Epping, omkring 16 kilometer väster om Cottles Bridge.
I omgivningarna runt Cottles Bridge växer huvudsakligen savannskog. Genomsnittlig årsnederbörd är 1 244 millimeter. Den regnigaste månaden är juli, med i genomsnitt 140 mm nederbörd, och den torraste är januari, med 49 mm nederbörd.